# Sobolewo (Suwałki)
Pour les articles homonymes, voir Sobolewo.
Sobolewo est un village polonais du district administratif de Suwałki, dans le powiat de Suwałki, voïvodie de Podlachie, au nord-est du pays. 
Il est situé à environ 4 km au sud-est de Suwałki et à 107 km au nord de la capitale régionale Białystok.
Sa population est d'environ 700 habitants.